# Miridiba siamensis
Miridiba siamensis är en skalbaggsart som beskrevs av Keith 2004. Miridiba siamensis ingår i släktet Miridiba och familjen Melolonthidae. Inga underarter finns listade i Catalogue of Life.